# South Ashburnham
South Ashburnham è un'area non incorporata e census-designated place nella città di Ashburnham facente parte della contea di Worcester nello stato del Massachusetts.